# Neuranethes angola
Neuranethes angola är en fjärilsart som beskrevs av Bethune-Baker 1911. Neuranethes angola ingår i släktet Neuranethes och familjen nattflyn. Inga underarter finns listade i Catalogue of Life.